# April’s Shower
April’s Shower – amerykański film fabularny (komedia romantyczna) z 2003 roku. Jego premiera miała miejsce na początku '03 r. podczas Hamburg Gay and Lesbian Film Festival; w ciągu następnych miesięcy zaprezentowano go na innych festiwalach filmowych związanych z LGBT.
Fabuła traktuje o dwóch dawnych przyjaciółkach, Alex i tytułowej April, które niegdyś żyły ze sobą w skrywanym związku. Teraz jedna z nich ma wyjść za mąż.

## Obsada
- Maria Cina – April
- Trish Doolan – Alex
- Randall Batinkoff – Paulie
- Euan Macdonald – Fergus
- Denise Miller – Vicki
- Joe Tabb – Jake
- Zack Ward – August
- Honey Labrador – Sasha
- Frank Grillo – Rocco